# Франческо де Мура
Франческо де Мура (на италиански: Francesco De Mura; 21 април 1696, Неапол – 19 август 1782, пак там) италиански художник, представител на Неаполитанската школа по живопис.

## Биография
Още твърде малък Франческо де Мура посещава художественото ателие на Доменико Виола. През 1708 г. младият художник се премества в ателието на Франческо Солимена, където остава до 1730 г. Влиянието на новия учител и неговата техника може да се види ясно в картините на бъдещия художник, рисувани в периода 1720 – 1730, сред които е „Христос умира на кръста и Свети Йоан“, рисувана през 1723 г. за църквата „Сан Джироламо деле Монаке“ в Неапол. От 1728 г. с картините за църквата „Санта Мария Донаромита“ художникът започва да показва свой личен стил в рисуването, който вероятно е повлиян и от модата в Неапол през този период.
При престоя си в Торино от 1741 до 1743 Франческо де Мура се запознава с художника Корадо Джакуинто и архитекта Бенедето Алфиери.
Когато през 1743 г. се завръща в Неапол художникът е посрещнат с огромен интерес от страна на неаполитанските благородници. В същото време той поддържа контакти с различни художници, работещи преди всичко в Рим и по-специално с френския художник Пиер Сублейрас. С хроматичната си техника типична за стила „Класицизъм“, Де Мура влияе върху бъдещото развитието на неаполитанските художници от XVIII век. Стилът „Барок“, проявен от художника в картините за църквата „Сантисима Анунциата“ в Неапол, Базилика „Санта Киара в Неапол и Катедралата във Фоджа, е повлиян от майсторите художници Франческо Солимена и Лука Джордано.
Платна на Франческо де Мура има в почти всички църкви и музеи в Неапол. Само в Картинна галерия „Пио Монте дела Мизерикордия“ в Неапол са изложени 33 негови картини, останали от всичките 180 собствени творби, дарени от художника на благотворителната неаполитанска организация „Пио Монте“. Сред тях е и портрета на съпругата му Анна д'Ебреу, също негово произведение.
Франческо де Мура умира в Неапол на 19 август 1782, завещавайки на човечеството огромно художествено наследство.

## Картини на Франческо де Мура
- „Епифания“,
Църква „Сантисима Анунциата“,
 Неапол
- „Алегория на благочестието като съгласие“,
 Италиански галерии – Неапол
- „Алегория на благочестието като дисциплина“,
 Италиански галерии – Неапол
- „Алегория на благочестието като сигурност“,
 Италиански галерии – Неапол
- „Алегория на благочестието като обществена сигурност“,
 Италиански галерии – Неапол
- „Христовата благословия“,
 Италиански галерии – Неапол
- „Сбогуването на Еней и Дидона“,
Национален музей за средновековно и модерно изкуство в Базиликата,
Матера
- „Наследството на Александър“
Художествена галерия в замъка на Сфорците,
Милано
- „Смъртта на Вергиния“
Художествена галерия „Манчестър“
 Манчестър, Англия
- „Алегория на изкуствата“
Лувър, Париж, Франция